# Crowdmapping
Il Crowdmapping è una sotto categoria del crowdsourcing dove l'aggregazione di input co-generati come comunicazioni catturate o comunicazione tramite interne a social media sono combinate con dati geo-referenziati e geo-spaziali per creare mappe digitali, il più aggiornate possibile, relative ad eventi come guerre, crisi umanitarie, crimini, elezioni, disastri naturali e rilevazione delle barriere architettoniche. Queste mappe sono tipicamente generate in modo collaborativo tramite Internet.
Le informazioni sono tipicamente inviate al creatore o ai creatori della mappa tramite SMS o tramite la compilazione di specifici form on-line che permettono la creazione automatizzata della mappa. Nel 2010 Ushahidi ha rilasciato "Crowdmap" − una piattaforma gratuita e open-source dove chiunque poi avviare un progetto di mappatura collettiva. Nel 2018 la startup italiana Kinoa s.r.l. ha sviluppato una tecnologia in grado di applicare il concetto del Crowdmapping alla rilevazione delle barriere architettoniche. Le mappe generate sono alla base del primo navigatore per disabili motori su app per smartphone liberamente scaricabile su Apple App Store e Google Play.

## Usi
Il Crowdmapping può essere usato per tenere traccia di incendi, alluvioni, inquinamento, crimini, violenza politica, il disagio e portare ad alti livelli di trasparenza e conoscenza eventi rapidi che i media tradizionali non sono in grado di coprire adeguatamente. Altri esempi di applicazione sono problemi di area vasta e trend a lungo termine di difficile identificazione attraverso la segnalazioni eventi individuali
Durante un cataclisma o un evento catastrofico avere una mappa aggiornata è importante quanto la localizzazione delle vittime può variare rapidamente. È altresì possibile prevedere l'utilizzo di metodologie di crowdmapping nella rilevazione dell'accessibilità di un'area urbana e/o extraurbana.
L'uso del crowdmapping da parte delle autorità può migliorare la conoscenza della situazione durante incidenti e catastrofi e migliorare la risposta collettiva a tali eventi.
Il Crowdmapping è un modo efficiente per dimostrare in modo visuale la diffusione geografica di un fenomeno.

### Esempi
- HealthMap è un sistema di informazioni elettroniche automatizzato accessibile gratuitamente attivo dal 2006 che monitora, organizza e visualizza i report di epidemie globali in base a geografia, tempo e agenti infettivi che raccolgono anche dati utente.[9][10][11]
- 2007–08 Kenyan crisis[12][13][14]
- Nei terremoti di Haiti del 2010 la piattaforma di crowdmapping Ushahidi è stata usata per mappare più di 3584 eventi in tempo reale, incluso l'insorgere di incendi e persone intrappolate sotto edifici crollati.[2][3][12][15][16]
- Una settimana dopo il Disastro di Fukushima nel 2011, è stato lanciato il progetto Safecast, che ha prestato ai soccorritori semplici contatori Geiger per misurare i livelli di radioattività locali (oppure i volontari hanno acquistato le loro proprie apparecchiature). Questi dati sono stati mappati e resi disponibili sul sito del progetto.[6]
- Uragano Irene nel 2011[17][18]
- Nel 2012 il quotidiano Danese online Dagbladet Information ha mappato le posizioni delle telecamere di sorveglianza incoraggiando i propri lettori ad utilizzare un'app gratuita (per Android e iOS) per fotografare e geo-localizzare le telecamere CCTV .[19]
- Nel 2013, per predirre i cicli vitali degli insetti Magicicada, WNYC— una stazione radio di New York City—ha chiesto ai residenti di certe aree della città di utilizzare sensori per rilevare la temperatura del terreno. I dati sulle temperature così raccolte sono state rese disponibili sul sito di WNYC’.[20][21]
- Terremoto in Nepal, Aprile 2015[22][23][24][25]
- Primo Crowdmapping dell'accessibilità in una città italiana a Firenze, Luglio 2017[26]
- Esempi di Crowmapping civici in Italia, Settembre 2017[27]
- Mappature delle barriere architettoniche del Parco dell'Anconella di Firenze, Giugno 2018[28]